# Brachysarthron bicoloripes
Brachysarthron bicoloripes là một loài bọ cánh cứng trong họ Cerambycidae.